# TSC22D1
TSC22D1‏ (TSC22 domain family member 1) هوَ بروتين يُشَفر بواسطة جين TSC22D1 في الإنسان.